# L'Île aux cygnes, Herblay
Pour les articles homonymes, voir Île aux cygnes.
L'Ile aux cygnes, Herblay est un tableau réalisé par Albert Marquet en 1919.
Cette peinture à l'huile sur carton est conservée au Musée national d'Art moderne (Centre Pompidou).